# Aspidiphorus humeralis
Aspidiphorus humeralis is een keversoort uit de familie slijmzwamkevers (Sphindidae). De wetenschappelijke naam van de soort werd in 1894 gepubliceerd door Thomas Blackburn.